# LGALSL
LGALSL (англ. Galectin like) – білок, який кодується однойменним геном, розташованим у людей на короткому плечі 2-ї хромосоми.  Довжина поліпептидного ланцюга білка становить 172 амінокислот, а молекулярна маса — 18 986.
| 10         |  | 20         |  | 30         |  | 40         |  | 50         |
| ---------- |  | ---------- |  | ---------- |  | ---------- |  | ---------- |
| MAGSVADSDA |  | VVKLDDGHLN |  | NSLSSPVQAD |  | VYFPRLIVPF |  | CGHIKGGMRP |
| GKKVLVMGIV |  | DLNPESFAIS |  | LTCGDSEDPP |  | ADVAIELKAV |  | FTDRQLLRNS |
| CISGERGEEQ |  | SAIPYFPFIP |  | DQPFRVEILC |  | EHPRFRVFVD |  | GHQLFDFYHR |
| IQTLSAIDTI |  | KINGDLQITK |  | LG         |  |            |  |            |

A: Аланін

C: Цистеїн

D: Аспарагінова кислота

E: Глутамінова кислота

F: Фенілаланін

G: Гліцин

H: Гістидин

I: Ізолейцин

K: Лізин

L: Лейцин

M: Метіонін

N: Аспарагін

P: Пролін

Q: Глутамін

R: Аргінін

S: Серин

T: Треонін

V: Валін

Кодований геном білок за функцією належить до фосфопротеїнів. 
Задіяний у такому біологічному процесі як ацетиляція. 
Білок має сайт для зв'язування з лектинами. 